# Баканидзе, Дмитрий Несторович
Дмитрий Несторович Баканидзе (1915 год, село Натанеби, Озургетский уезд, Кутаисская губерния, Российская империя — неизвестно, село Натанеби, Махарадзевский район, Грузинская ССР) — председатель колхоза имени Леселидзе Махарадзевского района, Грузинская ССР. Герой Социалистического Труда (1951).

## Биография
Родился в 1915 году в крестьянской семье в селе Натанеби Озургетского уезда. После окончания местной школы трудился в личном сельском хозяйстве. В 1930-е годы трудился рядовым колхозником в местной сельскохозяйственной артели, руководителем которой с 1935 года был Василий Виссарионович Джабуа.
В июне 1941 года призван в Красную Армию по мобилизации. С декабря 1942 года — на фронтах Великой Отечественной войны. Воевал командиром отделения 4-го батальона 62-й отдельной морской стрелковой Краснознамённой бригады. Сражался на Северо-Кавказском фронте при обороне Владикавказа. В декабре 1943 года получил ранение. После излечения комиссовался и возвратился на родину, где трудился секретарём первичной партийной организации в колхозе имени Леселидзе Махарадзевского района с центральной усадьбой в селе Натанеби. В последующем был избран председателем этого же колхоза.
Колхоз имени Леселидзе соревновался в чаеводстве с колхозом имени Берия (с 1953 года — имени Ленина, председатель — Василий Виссарионович Джабуа) Махарадзевкого района. Центральная усадьба обоих колхозов располагалась в селе Натанеби.
В 1950 году колхоз сдал государству в среднем с каждого гектара по 5240,8 килограмм чайного листа с площади 48,8 гектаров. Указом Президиума Верховного Совета СССР от 23 июля 1951 года удостоен звания Героя Социалистического Труда за «получение в 1950 году высоких урожаев сортового зелёного чайного листа» с вручением ордена Ленина и золотой медали «Серп и Молот» (№ 6080).
Этим же Указом званием Героя Социалистического Труда были награждены девять тружеников колхоза, в том числе бригадиры Валерьян Алексеевич Бабилодзе, Иван Кириллович Горгиладзе, Касьян Павлович Тавадзе, Пармен Кириллович Тавадзе, Владимир Илларионович Центерадзе, Василий Геронтиевич Чавлейшвили, звеньевые Мария Евсихиевна Горгиладзе, Нина Владимировна Зоидзе, Тамара Самсоновна Центерадзе, колхозницы Александра Теопиловна Болквадзе, Александра Самсоновна Гобронидзе.
После выхода на пенсию продолжал трудиться. Возглавлял после Василия Джабуа колхоз имени Ленина, объединённый из двух хозяйств — колхоза имени Леселидзе и колхоза имени Берия. С 1973 года — персональный пенсионер союзного значения. В середине 1980-х годов вышел на заслуженный отдых.
Проживал в родном селе Натанеби. Дата его смерти не установлена.
Награды
- Герой Социалистического Труда
- Орден Ленина
- Орден Красной Звезды (06.08.1946)
- Орден Отечественной войны 1 степени (11.03.1985)